# 窪はつ
窪 はつ（くぼ はつ、生没年不詳）とは江戸時代の女性浮世絵師。

## 来歴
窪俊満の身内と推定される。寛政11年（1799年）制作の「新年の宴席」（千葉市美術館所蔵）という九つ切判の摺物が知られる。はつが音曲関係のことをやっており、摺物を出そうということになり、俊満が協力したのかも知れない。その絵も俊満が代筆あるいは補助をした可能性が大きい。描かれた三味線箱に芸者の名前にみせて「ひつ治」とあるのは未年をあらわしたものである。画面左上には深川で流行したといわれる『忠臣蔵』五段目をアレンジした「しんぐいしんぐい節」が記されており、これに「三」、「七」、「四」、「二」、「暮（十二月）」、「九」、「大」という文字が盛り込まれているため、寛政11年未年の絵暦であることが判明する。
なお、チェスター・ビーティー・ライブラリーに「窪氏幸女画」という署名と俊満工房印のある寛政8年（1796年）の狂歌摺物「囲碁に興じる官女」という作品が所蔵されているが、「新年の宴席」と同種のものかとみられる。